# Самуїл Миславський
Митрополит Самуїл (світське ім'я Семен Григо́рович Миславський; 24 травня 1731, с. Полошки — 5 січня 1796, Київ) — український релігійний діяч, церковний історик. Митрополит Київський і Галицький (1783—1796).
Редактор повного зібрання творів Феофана Прокоповича.

## Життєпис
Народився у родині сільського священника.
Вихованець Києво-Могилянської академії (1752—1754), згодом її професор і ректор (1761—1768, за часів гетьмана Кирила Розумовського).
Призначений 28 грудня 1768 єпископом Білгородським Відомства православного сповідання Російської імперії. Ця єпархія обіймала землі Слобідської України. Розпочав низку акцій з метою помосковщення церковного життя, що позначилося, між іншим, на долі українського філософа Григорія Скороводи, який користувався підтримкою попереднього єпископа — Крайського. Історик Леонід Махновець так коментує це призначення:
| Замість Крайського білгородським єпископом 28 грудня 1768, призначили добре нам відомого «соученика» Сковороди Самуїла Миславського, того самого, що сьогодні співав панегірики дегенерату Петру III, а завтра тій, що його вбила - Катерині II. Безпринципний єзуїт, який у житті дбав лише про одне - кар'єру, він на ходу не раз міняв орієнтацію. Тепер же, за царювання Катерини II, коли великодержавницька політика набрала повної сили, коли на Україні знищувалися рештки державності, запроваджувалося масове закріпачення народних мас, винищувалася наука і культура, «землячок» Миславський і став одним із безпосередніх душителів українського слова, школи, науки. Миславський невігласом не був, він був освіченим суб'єктом, а саме такі вірнопіддані освічені кати, які б уміло брали за горло народ, і були потрібні Катерині II... |
У 1783—1796 pp. — зайняв престол Київської Церкви з титулом «митрополит Київський і Галицький». Боронив права і володіння київської митрополії, після російської секуляризації церковних маєтків врятував від ліквідації кілька українських монастирів, зокрема Києво-Братський монастир, а тим самим і Київську Академію. Але під тиском російського уряду й Синоду провадив русифікацію Академії, Лаврської друкарні і взагалі церковно-релігійного життя Київської митрополії.
У 1770-1780-их переглянув, доповнив і видав (у Кенігсберзі, а потім у Лейпцигу) 6 томів догматичних творів Феофана Прокоповича; залишив у рукописі «Краткое историческое описание Киево-Печерской Лавры» (опубліковане 1817). Також виправив і видав «Про походження Святого Духа від Святого Отця» Адама Зернікава.
Був членом Російської Академії наук.
Похований у Софійському соборі Києва.